# Intro
"Intro" é uma canção do grupo britânico The xx, lançada no álbum xx (2009). Foi composta em forma instrumental pelo grupo e produzida por um de seus integrantes, Jamie xx. A música foi recebida positivamente, além de ganhar comparações com os trabalhos de Casiokids e Interpol. Foi analisado pelo The Daily Telegraph por ter sido um "favorito da TV", aparecendo em vários comerciais de televisão, eventos e programas. A canção alcançou a posição de número 129 no UK Singles Chart, bem como na França, Espanha e Estados Unidos.

## Produção
A produção de "Intro" ficou a cargo de Jamie xx, que também era mixador. A gravação e mixagem foi realizada entre dezembro de 2008 e maio de 2009 no XL Studios, um estúdio da XL Recordings localizado em Londres, Inglaterra. Rodaidh McDonald trabalhou na elaboração da canção e também foi o mixer. Romy Madley Croft e Baria Qureshi tocaram guitarra — sendo este último o tecladista —, enquanto Oliver Sim era o baixista. Finalmente, a masterização foi feita por Nilesh Patel no estúdio The Exchange, em Camden Town.

## Paradas musicais
| País/Parada (2010–20)               | Melhor posição |
| ----------------------------------- | -------------- |
| França (SNEP)                       | 96             |
| Hungria (Single Top 40)             | 34             |
| Irlanda (IRMA)                      | 62             |
| Itália (FIMI)                       | 59             |
| Espanha (PROMUSICAE)                | 50             |
| Reino Unido (UK Singles Chart)      | 129            |
| Reino Unido (OCC UK Indie)          | 11             |
| Estados Unidos (Rock Digital Songs) | 32             |

| País/Parada (2019) | Posição fixada |
| ------------------ | -------------- |
| Portugal (AFP)     | 869            |

## Créditos
Créditos adaptados do encarte.
- Romy Madley Croft – guitarra
- Oliver Sim – baixo
- Jamie Smith – batidas, mixagem, MPC, produção
- Baria Qureshi – guitarra, teclado
- Rodaidh McDonald – engenharia de áudio, mixagem
- Nilesh Patel – masterização de aúdio